# José Francisco Torres
José Francisco Torres Mezzel (Longview (Texas), 19 oktober 1987) is een Amerikaanse voetballer die bij voorkeur als middenvelder speelt. Hij verruilde in november 2012 CF Pachuca voor Club Tigres.

## Clubcarrière
Torres werd opgeleid door CF Pachuca en brak in 2008 door. Vanaf dat moment was hij een vaste kracht op het middenveld van Pachuca. Hij speelde voor Pachuca onder andere in het Wereldkampioenschap voetbal voor clubs en in de Copa Libertadores. In november 2012 maakte hij een transfer naar Club Tigres. Zijn debuut maakte hij op 22 december 2012 in een vriendschappelijke wedstrijd tegen Pumas UNAM.

## Interlandcarrière
Torres kon, doordat hij beide nationaliteiten bezit kiezen tussen Mexico en de Verenigde Staten.
Hij werd in 2008 opgeroepen voor het Amerikaans voetbalelftal onder 23. Deze uitnodiging lag hij echter naast zich neer toen Pachuca hem een basisplaats beloofde als hij niet mee zou gaan. Drie maanden later liet Torres alsnog weten uit te willen komen voor de Verenigde Staten en binnen enkele dagen werd hij door Bob Bradley opgeroepen voor een trainingskamp.
Zijn debuut voor de Amerikanen maakte hij op 11 oktober 2008 als wisselspeler. Zijn eerste basisplaats kreeg hij vier dagen later tegen Trinidad en Tobago. Hij maakte daarna onder andere deel uit van de Amerikaanse selectie die deelnam aan het Wereldkampioenschap voetbal 2010 in Zuid-Afrika, waar hij een basisplaats kreeg in een groepswedstrijd tegen Slovenië.
Op 28 juli 2013 won hij met de Verenigde Staten de Gold Cup 2013.